# Parafia św. Małgorzaty w Wysokiej
Parafia św. Małgorzaty w Wysokiej – parafia rzymskokatolicka, znajdująca się w archidiecezji przemyskiej, w dekanacie Łańcut I.

## Historia
Wysoka była wzmiankowana już w 1384 roku. Początkowo była to wieś osadników niemieckich zwana jako Vissoca, Wyschoka. Przed 1391 rokiem została erygowana parafia, prawdopodobnie z fundacji Pileckich. W czasie reformacji ks. Jan Kwolk bezskutecznie usiłował wprowadzić protestantyzm. W 1624 roku pierwszy kościół został spalony przez Tatarów. 
W 1626 roku zbudowano kolejny kościół z fundacji Konstantego Korniakta. W 1642 roku kościół został poświęcony, a w 1744 roku bp Wacław Hieronim Sierakowski dokonał jego konsekracji pw. św. Małgorzaty. Od 12 stycznia 1630 roku parafia należała do dekanatu leżajskiego.
W 1911 roku stary kościół został rozebrany i w latach 1911–1913 zbudowano murowany kościół, według projektu arch. Stanisława Majerskiego. W 1914 roku kościół został poświęcony, a w 15 września 1919 roku konsekrowany przez bpa Karola Fischera. W latach 1934 i 1942 malarz Stanisław Szmuc wykonał polichromię.
Parafię zamieszkuje 2280 wiernych.
Proboszczowie parafii:
1450. ks. Jan
1551–1557. ks. Tomasz.
1558. ks. Walerian.
1560–1561. ks. Jan Kwolk.
1609–1661. ks. Jerzy Kraus.
1661–1675. ks. Sebastian Szatruski.
1675–1696. ks. Albert Krupski.
1696–1699. ks. Ludwik Dagobert.
1699–1701. ks.  Andrzej Karswicki.
1701–1714. ks. Jan Bereza.
1714. ks. Robert Watson (administrator).
1714–1746. ks. Kasper Mędlarski.
1746–1750. ks. Torczyński (administrator).
1750–1752. - administratorzy dominikanie.
1752–1778. ks. Błażej Fuglewicz.
1778–1785. ks. Józef Dramiński.
1785–1805. ks. Michał Wciśliński.
1805. ks. Michał Dobrosielski (administrator).
1805–1810. ks. Wojciech Cieszkowski.
1811. ks. Sokalski (administrator).
1811–1832. ks. Wojciech Brygilewicz.
1832. ks. Franciszek Pawłowski (administrator).
1833. ks. Teofil Pawlikowski (administrator).
1833–1836. ks. Kajetan Kochański.
1836–1850. ks. Jan Horn.
1850–1861. ks. Władysław Wajssenbach.
1861–1862. ks. Walenty Zgrzebny (administrator).
1862–1874. ks. Ludwik Peszkowski.
1874. ks. Marceli Misiągiewicz (administrator).
1874–1875.  Wawrzyniec Puchalski.
1875–1923. ks. Edmund Poraj Madejski.
1923–1955. ks. Stanisław Sabat.
1955. ks. Alojzy Michalski  (administrator).
1955–1957. ks. Jan Bazan (administrator).
1957–1977. ks. Andrzej Czyż (administrator).
1977–2004. ks. Edward Śnieżek.
2004–2006. ks. prał. Franciszek Kida.
2006– nadal ks. prał. Feliks Paściak.

## Duchowni pochodzący z terenu parafii
- abp Adam Szal (ur. 24 grudnia 1953, wyświęcony w 1979, konsekrowany na biskupa w 2000, metropolita przemyski od 2016)